# سانتا كروث ديل كوميرثيو
بلدية سانتا كروث ديل كوميرثيو (بالإسبانية: Santa Cruz del Comercio) هي بلدية تقع في مقاطعة غرناطة التابعة لمنطقة أندلوسيا جنوب إسبانيا.

## الديموغرافيا
بلغ عدد سكان بلدية سانتا كروث ديل كوميرثيو 594 نسمة عام 2011 (وفقاً للمعهد الوطني الإسباني للإحصاء).
| 560 | 550 | 524 | 544 | 557 | 594 | 594 |